# Lepidotrigla microptera
Lepidotrigla microptera är en fiskart som beskrevs av Günther, 1873. Lepidotrigla microptera ingår i släktet Lepidotrigla och familjen knotfiskar. Inga underarter finns listade i Catalogue of Life.